# Ibériai mezei nyúl
Az ibériai mezei nyúl (Lepus granatensis) az emlősök (Mammalia) osztályának a nyúlalakúak (Lagomorpha) rendjébe, ezen belül a nyúlfélék (Leporidae) családjába tartozó faj.

## Előfordulása
Portugália és Spanyolország területén honos. Franciaországba betelepítették.

## Alfajok
- Lepus granatensis granatensis
- Lepus granatensis gallaecius
- Lepus granatensis solisi